# むつみ村
むつみ村（むつみそん）は、かつて山口県の北部に位置し、阿武郡に属していた村である。阿武郡の中心に位置していた。
2005年（平成17年）3月6日、市町村合併により新しい萩市の一部となった。
合併までは日本で唯一存在していたひらがな名の村であり、現在においてもひらがなの村は存在しない。
気候は内陸部特有の気候であり、主に冬季の間は積雪と路面凍結が多い。主に山口県内で生産される大根の数が全体の95%を占めていた。

## 地理

### 隣接する自治体
- 阿武郡阿武町、阿東町、福栄村、須佐町

## 歴史
- 1955年（昭和30年）4月1日 - 高俣村・吉部村が合併して発足。
- 2005年（平成17年）3月6日 - 萩市・川上村・田万川町・須佐町・旭村・福栄村の阿武郡に属する町村（阿武町を除く）と合併し、改めて萩市が発足[1]。同日むつみ村廃止。

## 交通

### 鉄道
村内を鉄道路線は通っていない。鉄道を利用する場合の最寄り駅は、JR西日本山口線三谷駅、あるいは同山陰本線東萩駅。

### 路線バス
- 防長交通
  - 東萩駅 - 萩バスセンター - 吉部 - 三谷駅入口 - 津和野バスセンター
  - 吉部 - 三谷駅入口 - 湯田温泉

### 道路

#### 国道
- 国道315号

#### 都道府県道

##### 主要地方道
- 山口県道11号萩篠生線
- 山口県道・島根県道13号萩津和野線

##### 一般県道
- 山口県道315号吉部下萩線
- 山口県道316号高佐下阿武線
- 山口県道317号高佐下阿東線
- 山口県道344号吉部下篠目線

## 名所・旧跡・観光
- ひまわりロード
- むつみ昆虫王国
- 道の駅うり坊の郷 katamata
- 観光牧場秋川牧園 (むつみ牧場)